# Olympische Jugend-Sommerspiele 2014/Teilnehmer (Costa Rica)
| Gelbes Symbol für Goldmedaillen mit stilisierten Olympischen Ringen | Graues Symbol für Silbermedaillen mit stilisierten Olympischen Ringen | Braundes Symbol für Bronzemedaillen mit stilisierten Olympischen Ringen |
| ------------------------------------------------------------------- | --------------------------------------------------------------------- | ----------------------------------------------------------------------- |
| —                                                                   | —                                                                     | —                                                                       |

Die Jugend-Olympiamannschaft aus Costa Rica für die II. Olympischen Jugend-Sommerspiele vom 16. bis 28. August 2014 in Nanjing (Volksrepublik China) bestand aus drei Athleten.

## Athleten nach Sportarten

### Judo
Jungen
- Julián Sancho
Klasse bis 66 kg: 5. Platz
Mixed: 5. Platz (im Team Ruska)

### Schwimmen
Jungen
- Arnoldo Herrera
50 m Brust: 33. Platz
200 m Brust: 22. Platz

### Triathlon
Mädchen
- Ana Catalina Barahona
Einzel: 26. Platz
Mixed: 12. Platz (im Team Amerika 4)